# Santiago Grondona

a Compétitions nationales et continentales officielles uniquement.

b Matchs officiels uniquement.
Dernière mise à jour le 8 octobre 2024.
Santiago Grondona, né le 25 juillet 1998 à Buenos Aires (Argentine), est un joueur international argentin de rugby à XV évoluant aux postes de troisième ligne aile et de troisième ligne centre. Il joue pour les Bristol Bears en Premiership.

## Biographie

### Jeunesse et formation
Santiago Grondona grandit à Buenos Aires où il a commencé la pratique du rugby à XV au Club Champagnat (en).
Il représente l'Argentine dans plusieurs équipes nationales de jeunes, notamment les moins de 20 ans.

### Début de carrière professionnelle avec les Jaguares et premières capes internationales
En novembre 2019, Santiago Grondona est sélectionné avec l'équipe des Jaguares pour la saison 2020 de Super Rugby. Il fait ses débuts le 7 mars 2020 contre les Sharks. Cependant, sa saison avec les Jaguares est écourtée en raison de la pandémie de Covid-19.
En novembre 2020, il connaît sa première cape durant le Tri-nations 2020 en entrant en jeu à la place de Rodrigo Bruni lors de la victoire historique de l'Argentine contre la Nouvelle-Zélande, au Western Sydney Stadium de Parramatta, dans la banlieue de Sydney. Grondona devient le 867e joueur à porter les couleurs des Pumas. Il dispute ensuite les quatre matchs de l'Argentine, étant titulaire lors du deuxième match nul contre l'Australie.

### Exil en Angleterre aux Newcastle Falcons puis aux Exeter Chiefs
À l'issue de sa première saison professionnelle, Grondona rejoint les Newcastle Falcons en Premiership. Cependant, il ne dispute aucun match, après avoir subi une grave blessure au ligament croisé antérieur, le tenant éloigné des terrains pendant une longue période.
En novembre 2021, Grondona signe avec les Exeter Chiefs en tant que de joker médical de Jacques Vermeulen jusqu'à la fin de saison. Il devient rapidement un joueur clé du club du Devon, et prolonge son contrat en mars 2022.

### Joker médical à la Section paloise
En février 2023, Santiago Grondona rejoint la Section paloise en tant que joker médical de Steven Cummins, qui souffre de commotion cérébrale. La Section paloise, qui lutte pour le maintien en Top 14 durant la saison 2022-2023 doit également faire face à plusieurs blessures en troisième ligne, notamment celles de Thibaut Hamonou et de Jordan Joseph. Sa première titularisation a lieu lors d'un match contre le Castres olympique, où il réalisée une prestation remarquée. Santiago Grondona exprime publiquement son souhait de prolonger l'aventure avec la Section, soulignant son appréciation pour le club, la ville et ses coéquipiers. Cependant, il est libéré à la fin de la saison.

### Retour en Angleterre chez les Bristol Bears
Santiago Grondona rejoint les Bristol Bears durant l'été 2023. En août 2023, il se blesse gravement lors d'un match de préparation à la Coupe du monde 2023 opposant l'Argentine à l'Espagne, ce qui le contrait à déclarer forfait pour le mondial. Son frère cadet Benjamín Grondona (en) rejoint le club en janvier 2024. Malgré sa blessure, il prolonge son contrat avec les Bristol Bears en avril 2024, sans avoir disputé une seule rencontre.
Lors de son premier match en octobre 2024, il marqué deux essais lors d'un derby face à Bath Rugby.